# La Força de Vilamajor
La Força de Vilamajor és el nucli de poblament medieval, on destaca la Torre Roja, un dels elements més ben conservats del poble fortificat, capital del municipi de Sant Pere de Vilamajor, a la comarca del Vallès Oriental. La Torre Roja de la Força ha estat declarada Bé Cultural d'Interès Nacional. Es creu que el castell de Sant Pere de Vilamajor ocupava el punt culminant del nucli de la Força. El campanar romànic és un dels últims vestigis visibles d'aquest conjunt arquitectònic.
El nom de La Força prové de poble o barri fortificat. Actualment és com es coneix el centre històric de Sant Pere de Vilamajor. Per aquest mateix motiu, altres barris de pobles i ciutats catalanes han rebut el de La Força; com per exemple el barri de La Força de Sant Celoni o el carrer de la Força a Girona. És possible que la fortificació de Vilamajor fos obra de la casa comtal de Barcelona. Durant l'edat mitjana i la Guerra Civil Espanyola el municipi va adoptar el nom de la Força.

## Descripció

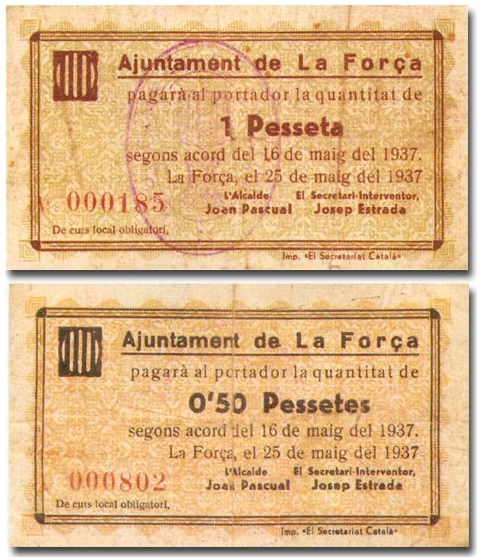
Paper moneda emès per l'Ajuntament de La Força (Sant Pere de Vilamajor)

Segons la historiografia tradicional, en un petit promontori -conegut com el turó de la torreta- del poble de Vilamajor la casa comtal de Barcelona hi edificà un petit castell, el Castell de Vilamajor. En època dels comtes bessons Ramon Berenguer II i Berenguer Ramon II estava en un estat molt lamentable i se'n demanava una reconstrucció.

### La Torre Roja
El campanar romànic conegut localment com a "La Torre Roja", és de base quadrada de quasi 6x6metres i 25 metres d'alçada. Els murs de la torre fan 1'6m de gruix i actualment és el campanar de l'església parroquial de Sant Pere de Vilamajor. El segle xviii s'engrandiren dos finestrals de l'última planta per encabir-hi les grans campanes. La torre fou restaurada el 1929. Es troba 3m separada de l'actual temple, dins el nucli històric de la població anomenat La Força. La edificació presenta els trets característics del romànic llombard. El conjunt s'organitza en 3 nivells. En el primer només presenta petites finestres per il·luminar l'escala interior. El segon mostra finestres geminades, a cada cara, separades per dobles columnes amb capitells mensuliformes decorats. Una filera d'arcuacions amb un fris de dents de serra el separa de l'últim pis de dues obertures geminades i dues grans finestres obertes al segle xviii per a les campanes. El coronament és fet de maons formant merlets.

### La Torre Negra
El castell de Vilamajor tenia una torre de base circular, la Torre Negra, feta a base de pedres de riu fosques, d'aquí el seu nom. D'aquesta torre, actualment, només en queda el topònim i la seva base.

### Palau Comtal de Vilamajor

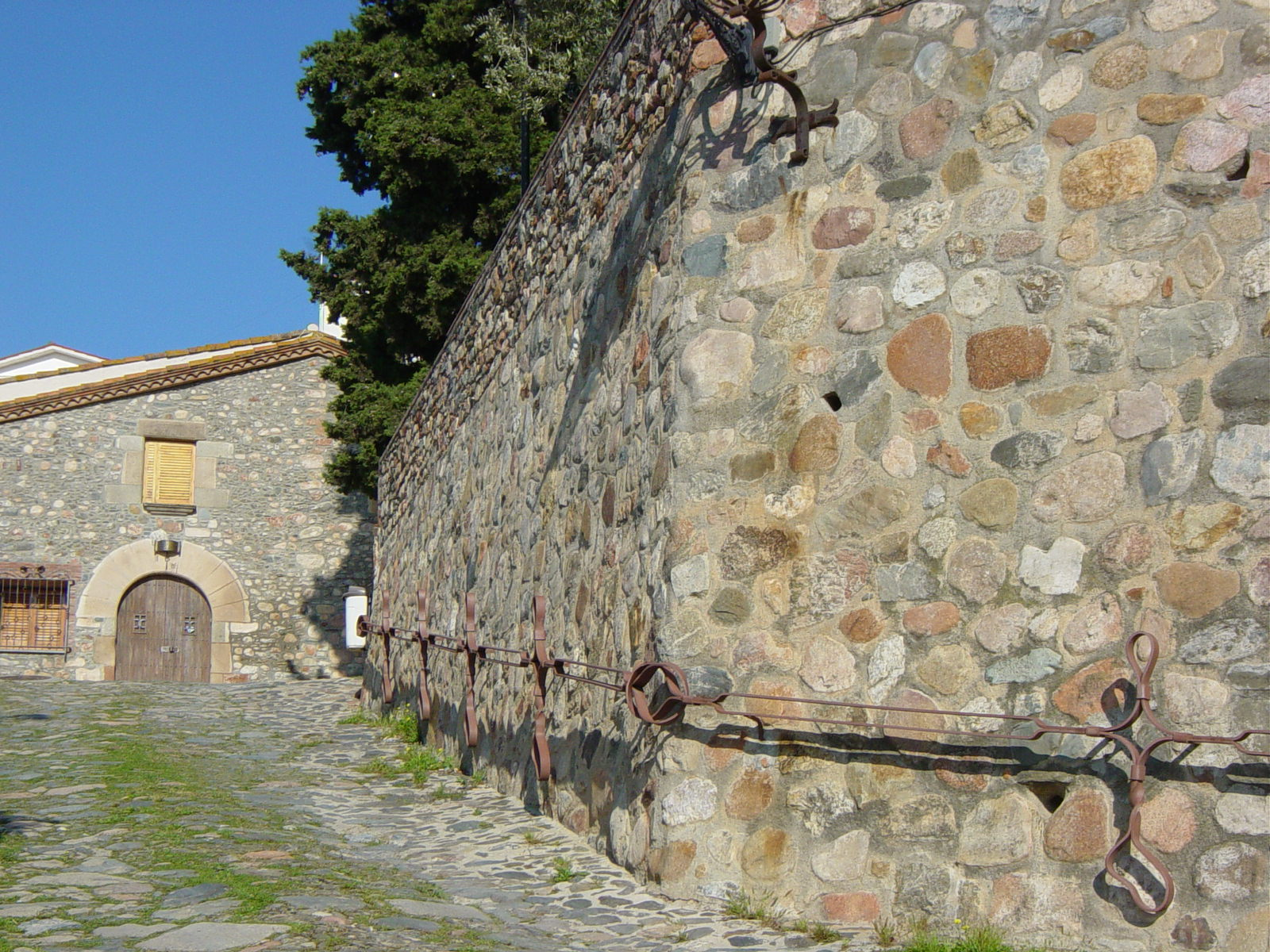
Muralla del recinte sobirà del castell de Vilamajor

A l'inici de l'època medieval (ss. X-XII) el casal de Barcelona impulsà l'edificació d'un Palau Comtal a Vilamajor. La màxima època d'esplendor fou amb el comte Ramon Berenguer IV i la seva esposa Peronella d'Aragó. Ambdós van fer estades al palau, ubicat a la Vilanova de Vilamajor (l'actual Sant Antoni de Vilamajor) segons un document de l'any 1281 i tenia una funció domèstica i d'hostalatge (es trobava entre Barcelona i Girona) que no pas defensiva. Encara es conserven els albarans de les despeses de la família reial a Palau. Segons la tradició local, l'any 1157, l'infant Ramon -posteriorment conegut com el rei Alfons el Cast I de Catalunya i II d'Aragó- nasqué al palau i hi passà la major part de la seva infantesa.

### Lamurallasobirana
Es creu que envolta el que eren el pati d'armes, l'antiga església romànica, les dependències del castell, la ferreria, la mongia…

### La muralla jussana
Segons la historiografia tradicional, aquesta envolta la Força de Vilamajor i el poble, i és envoltada pels fossats.

### Torres de defensa
A més de la Torre Negra, hi havia altres torres de defensa a les entrades del recinte. Es creu que l'única que es conserva és can Vila, a l'entrada del carrer de les Brugueres i que n'hi havia una altra a l'entrada del carrer Ripoll on hi havia can Ferrer Guineu.

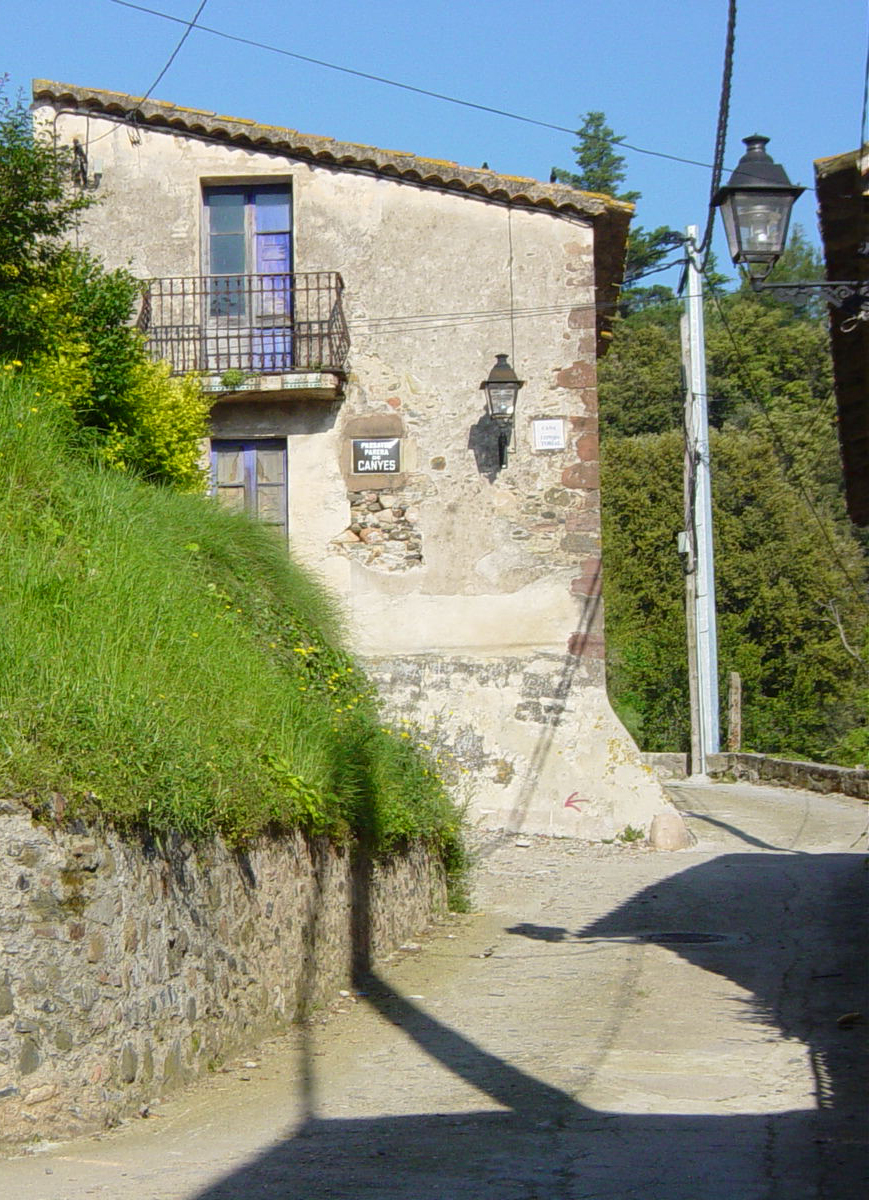
Can Vila: torre de defensa a l'entrada de Brugueres del palau comtal de Vilamajor

### Fossats

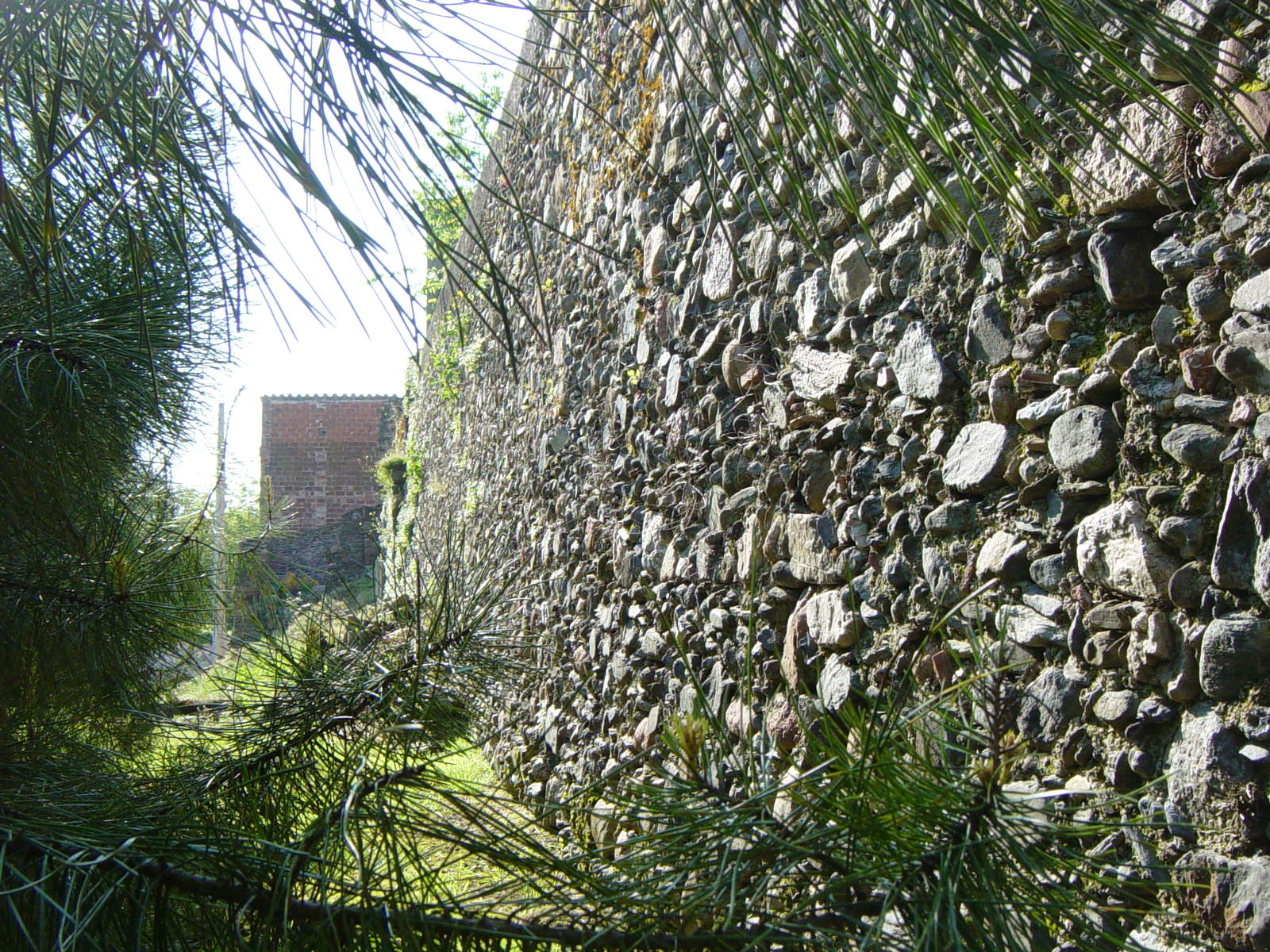
Muralla nord de la Força de Vilamajor

Segons la historiografia tradicional, seguint les muralles hi havia tres fossats:
- El fossat sud (avui dessecat) que seguia l'actual carrer de la Dàlia.
- El fossat nord (avui dessecat) que seguia la muralla nord seguint el torrent del Ripoll
- El fossat est era la pròpia riera de Vilamajor.

## Història
L'any 1384 el rei Pere III el Cerimoniós concedí a la Batllia de Vilamajor compresa per Sant Pere de Vilamajor -La Força de Vilamajor-, Santa Susanna de Vilamajor, Sant Julià d'Alfou i Cardedeu el títol de Carrer de Barcelona pel qual disposava que tots els veïns poguessin gaudir de tots els privilegis, llibertats, gràcies, franqueses, usos i costums que havien estat concedits a la ciutat de Barcelona.

### Terratrèmol del 1448
Actualment, s'estan fent estudis sobre els efectes reals del terratrèmol de 1448 a Sant Pere de Vilamajor. Tot i així, segons la historiografia tradicional, el terratrèmol de Catalunya de 1448 destruí el castell (poc en quedava), el palau (considerablement) i moltes de les cases i masies de la Força i del terme de Vilamajor. Les runes del castell serviren per a la reconstrucció del poble i de les masies del voltant fins que una ordre del Govern prohibia l'ús de les runes del castell si no era per a reconstruir la nova església de Sant Pere de Vilamajor.

### Nucli antic

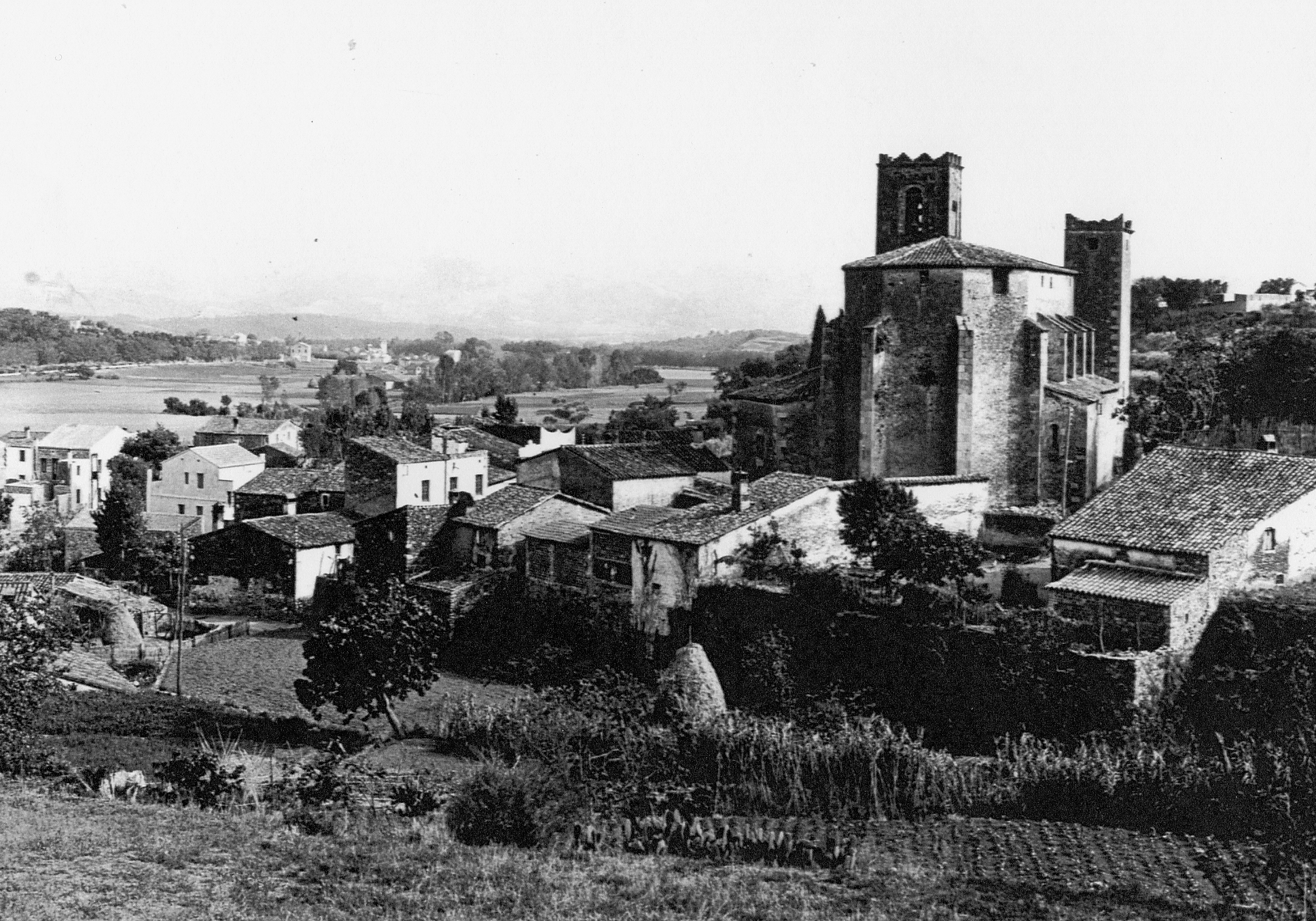
La Força de Vilamajor amb l'església de Sant Pere

En començar l'Edat Moderna, el poble va perdre importància gradualment. El centre de decisió es desplaçà al mas fortificat de can Derrocada. Tot i la força de la construcció de la nova església i les contínues obres de'ampliació dels murs al segle xvii i xviii, amb la inclusió de baluards, el poble de la Força es va ruralitzar cada vegada més. El 1599 el municipi de Cardedeu s'independitzà de Vilamajor i el segle xix ho feu Sant Antoni de Vilamajor juntament amb la parròquia de Sant Julià d'Alfou.

### Segle XX
Durant el segle xx, la Força de Vilamajor s'ha deteriorat molt. Moltes cases i elements castrals s'han enderrocat i s'ha anat edificant malmetent la imatge original, avui difícilment recognoscible. Per aturar-ho, l'Ajuntament i la Universitat Politècnica de Catalunya estan redactant un Pla Especial de Protecció de la Força de Vilamajor.

## Entitats culturals

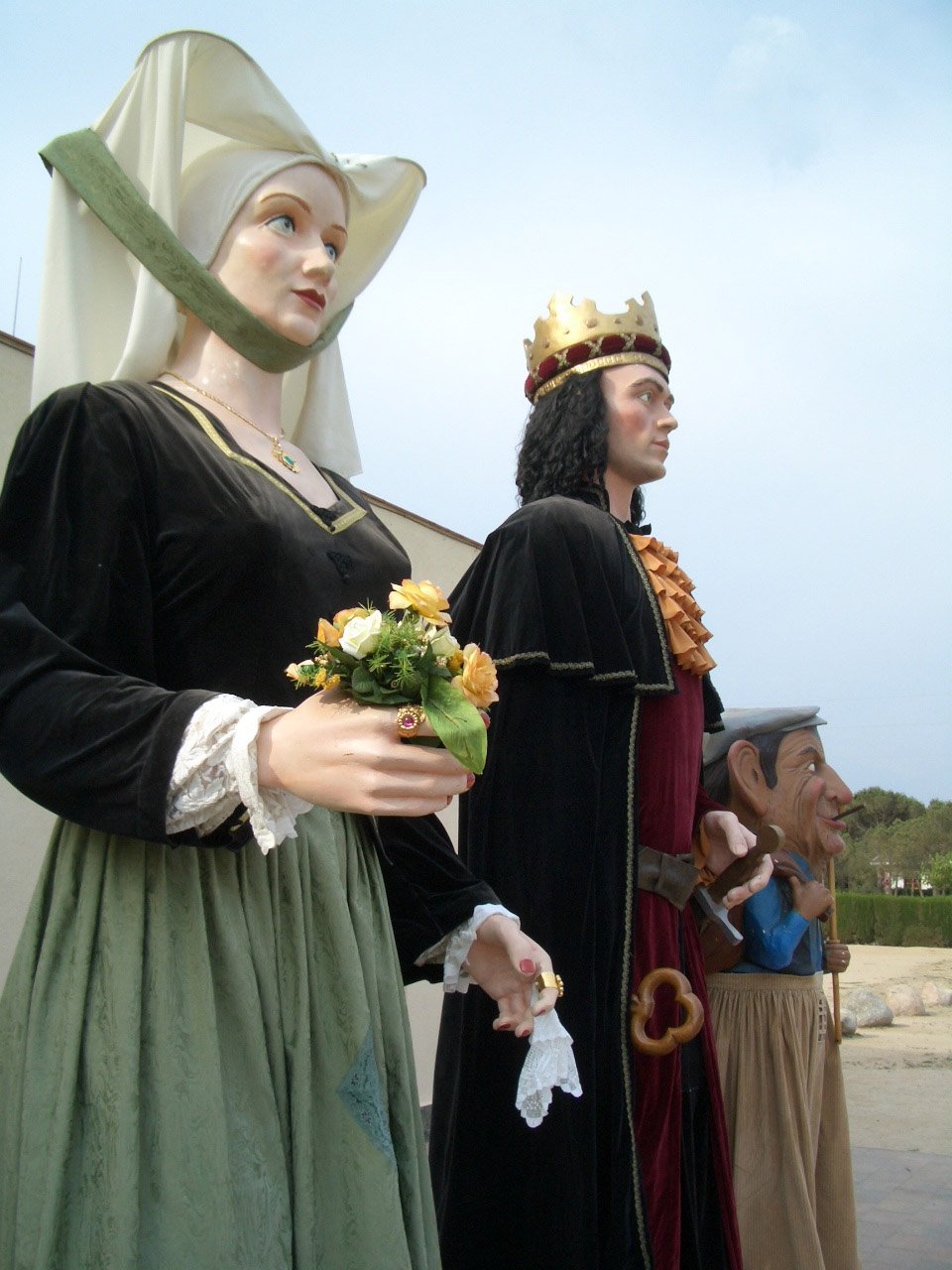
Els gegants de Sant Pere de Vilamajor

El nom de La Força l'han adoptat algunes entitats locals:
L'adoptà un grup de teatre local (avui dissolt).
També prengueren aquest nom la colla gegantera local amb el nom de "Colla de Geganters i Grallers La Força". Els gegants del municipi representen el rei Alfons el Cast i la seva dida Loreto. Aquesta entitat publicà una revista local "LA FORÇA" durant els anys 1989 i 1990.
Vegeu: Els Gegants de Sant Pere de Vilamajor